# Sphaeronellopsis monothrix
Sphaeronellopsis monothrix är en kräftdjursart som beskrevs av Bowman och Louis S. Kornicker 1967. Sphaeronellopsis monothrix ingår i släktet Sphaeronellopsis och familjen Nicothoidae. Inga underarter finns listade i Catalogue of Life.